# Limbourg
Limbourg (nld. Limburg, niem. Limburg an der Weser, wa. Limbôr) – miasto we wschodniej Belgii, w Regionie Walońskim, w prowincji Liège, w okręgu Verviers. 1 stycznia 2024 roku liczyło 5654 mieszkańców. Leży nad rzeką Vesdre.
Około 1000 roku w Limbourgu wzniesiono zamek, w którym rezydowali hrabiowie i książęta Limburgii.

## Podział administracyjny
W skład miasta wchodzą dwie dzielnice (section):
- Bilstain (Bilstein / Bilsteen)
- Goé (Gulke)